# Чусто Брдо
Чусто Брдо је насељено мјесто у општини Жепче, Босна и Херцеговина.

## Историја
Чусто Брдо је до 2001. било у саставу општине Маглај.

## Становништво
|             | 2013.        | 1991.        | 1981.        | 1971.         |
| Укупно      | 296 (100,0%) | 322 (100,0%) | 288 (100,0%) | 732 (100,0%)  |
| Хрвати      | 267 (90,20%) | 145 (45,03%) | 174 (60,42%) | 414 (56,56%)  |
| Срби        | 23 (7,770%)  | 101 (31,37%) | 114 (39,58%) | 115 (15,71%)  |
| Бошњаци     | 6 (2,027%)   | 70 (21,74%)1 | –            | 199 (27,19%)1 |
| Југословени | –            | 6 (1,863%)   | –            | 1 (0,137%)    |
| Остали      | –            | –            | –            | 3 (0,410%)    |

1. 1 На пописима од 1971. до 1991. Бошњаци су пописивани углавном као Муслимани.